# Carl Johan Bernhard
Carl Johan Bernhard, född 14 augusti 1939 i Stockholm, är en svensk författare.

## Priser och utmärkelser
- 1963 – Boklotteriets stipendiat
- 1964 – Tidningen Vi:s litteraturpris